# Тимченко Петро Сергійович
Тимченко Петро Сергійович (12 вересня 1902, с. Гребениківка, Тростянецький район, Сумська область — 12 серпня, 1990) — командир відділення 955-го стрілецького полку 309-й Пирятинської стрілецької дивізії 40їй армії Воронезького фронта, червоноармієць. Герой Радянського Союзу.

## Життєпис
Народився 12 вересня 1902 р. в с. Гребениківка Тростянецького району Сумської області у сім'ї селян. У 1914 році закінчив чотирикласну школу. Потім батракував у багатіїв.
Після 1917 року допомагав батькам у власному господарстві. З 1927 року і до початку війни працював у радгоспі.
До звільнення села від нацистів проживав на окупованій території.
У липні 1943 року був призваний до Червоної Армії.
З жовтня 1943 року — учасник німецько-радянської війни. Воював на Воронезькому і 1-ому Українському фронтах. Був тричі поранений.
Командир відділення 955-го стрілецького полку П. С. Тимченко 22 вересня 1943 року одним з перших переправився через Дніпро в районі хутора Монастирок, зараз передмістя Ржищіва (Кагарлицький район, Київська область). Бійці відділення увірвалися у ворожу траншею і у рукопашному бою знищили більш ніж 10 солдат, вибили гітлерівців і втримали позицію до підходу інших підрозділів полку.